# 常远 (女演员)
常远（1974年5月—），内蒙古自治区人，中华人民共和国女演员。
出身于内蒙古的平民家庭。毕业于内蒙古艺术学院:5。在1995年上映的电影《杨开慧》及套拍、1996年播出的7集电视剧《寻觅骄杨》中，饰演杨开慧:64。以电视剧《姐妹》、《罪证》知名:18:5。2001年时，是内蒙古话剧团的演员:18。

## 作品

### 电影
| 首映年份 | 剧名       | 角色名 | 备注                      |
| 1995年   | 《杨开慧》 | 杨开慧 | 套拍电视剧《寻觅骄杨》:64 |
| 1998年   | 《司马敦》 |        |                           |

### 电视剧
| 首播年份 | 剧名                 | 角色名 | 备注                        |
| 1996年   | 《寻觅骄杨》         | 杨开慧 | 电影《杨开慧》套拍电视剧:64 |
| 1996年   | 《东周列国春秋篇》   | 伯姬   |                             |
| 1996年   | 《成功少年》         |        |                             |
| 1996年   | 《费家有女》         |        |                             |
| 1998年   | 《姐妹》             | 殷小荞 |                             |
| 1998年   | 《汉刘邦》           | 玉兰   | 韩信夫人                    |
| 1999年   | 《聊斋先生》         | 刘五可 |                             |
| 1999年   | 《罪证》             | 许丽雯 |                             |
| 2000年   | 《你的生命如此多情》 | 林星   | :5                          |
| 2000年   | 《重案六组》         | 柳馨   |                             |
| 2001年   | 《别忘了回家》       | 刘祖儿 |                             |
| 2002年   | 《真情到永远》       | 雅妮   |                             |

## 2001年合同纠纷
2001年9月29日，常远与电视剧《让爱重来》制作方签订演出合同，主演韩笑笑一角，后变更为雷媛媛。拍摄时间为10月5日至11月10日。电视剧开始拍摄后，常远未参加，而由梅婷接替出演。常远与剧组均指是对方原因。11月6日，她向北京市东城区人民法院提起诉讼。12月20日，法院作出一审判决，要求被告向常远支付违约金30万元。